# Championnats de Tunisie de 10 kilomètres
Les championnats de Tunisie de 10 kilomètres sont une compétition tunisienne d'athlétisme organisée tous les ans par la Fédération tunisienne d'athlétisme.

## Palmarès
| Année | Hommes              | Temps          | Femmes             | Temps          |
| ----- | ------------------- | -------------- | ------------------ | -------------- |
| 1962  | Rachid Ben Naceur   | 31 min 59 s 8  |                    |                |
| 1963  |                     |                |                    |                |
| 1964  | Ali Chihaoui        | 32 min 30 s 4  |                    |                |
| 1965  | Ali Khamassi        | 32 min 49 s 2  |                    |                |
| 1966  | Rabah Ben Othman    | 31 min 22 s 5  |                    |                |
| 1967  | Ali Khamassi        | 29 min 29 s 2  |                    |                |
| 1968  | Abdelkader Zaddem   | 30 min 14 s    |                    |                |
| 1969  |                     |                |                    |                |
| 1970  | Abdelkader Zaddem   | 30 min 32 s 2  |                    |                |
| 1971  | Mohammed Gammoudi   | 30 min 46 s    |                    |                |
| 1972  | Abdelaziz Bouguerra | 30 min 36 s 8  |                    |                |
| 1973  | Sghaïer Hamdouni    | 31 min 21 s 4  |                    |                |
| 1974  |                     |                |                    |                |
| 1975  |                     |                |                    |                |
| 1976  | Houcine Makni       | 31 min 18 s 8  |                    |                |
| 1977  | Ammar Chiha         | 30 min 50 s 2  |                    |                |
| 1978  | Hédi Guendouzi      | 30 min 57 s 4  |                    |                |
| 1979  | Borni Ardhaoui      | 31 min 19 s 51 |                    |                |
| 1980  | Mohamed Zaïdi       | 30 min 45 s 3  |                    |                |
| 1981  |                     |                |                    |                |
| 1982  | Abderrazak Gtari    | 30 min 38 s 27 |                    |                |
| 1983  | Abderrazak Gtari    | 30 min 27 s 5  |                    |                |
| 1984  |                     |                |                    |                |
| 1985  | Hichem Oueslati     | 32 min 19 s 3  |                    |                |
| 1986  | Féthi Manaï         | 31 min 5 s 5   |                    |                |
| 1987  | Mohamed Salah Rajhi | 31 min 0 s 62  |                    |                |
| 1988  | Mohsen Naïli        | 31 min 8 s 9   | Fadhila El Ghozzi  | 40 min 40 s 3  |
| 1989  | Abdelkader Chelbi   | 30 min 59 s    | Pas de compétition |                |
| 1990  | Abderrazak Gtari    | 31 min 17 s    | Dalila Louati      | 41 min 7 s     |
| 1991  | Abderrazak Gtari    | 30 min 56 s 6  | Souad Ben Toumi    | 38 min 51 s 2  |
| 1992  | Abderrazak Gtari    | 30 min 16 s 1  | Sonia Agoun        | 36 min 51 s 9  |
| 1993  | Abdelkader Chelbi   | 30 min 39 s 9  | Souad Ben Toumi    | 39 min 59 s    |
| 1994  | Abdelkrim Yétimi    | 30 min 49 s 4  | Soulef Bouguerra   | 41 min 46 s 4  |
| 1995  | Tahar Mansouri      | 29 min 6 s 27  | Sonia Agoun        | 37 min 18 s 33 |
| 1996  | Mokhtar Hizaoui     | 29 min 2 s 78  | Sonia Agoun        | 35 min 26 s 95 |
| 1997  | Tahar Mansouri      | 30 min 18 s 2  | Soulef Bouguerra   | 36 min 52 s 8  |
| 1998  | Abdelkrim Yétimi    | 29 min 32 s 14 | Soulef Bouguerra   | 36 min 39 s 34 |
| 1999  | Rachid Amor         | 29 min 31 s 59 | Soulef Bouguerra   | 36 min 54 s 8  |
| 2000  | Choukri Slama       | 30 min 27 s 83 | Soulef Bouguerra   | 36 min 36 s 33 |
| 2001  | Ridha El Amri       | 30 min 11 s 5  | Soulef Bouguerra   | 35 min 7 s 22  |
| 2002  | Pas de compétition  |                | Pas de compétition |                |
| 2003  | Ali Mejri           | 30 min 17 s 28 | Amina Chaabane     | 38 min 35 s 26 |
| 2004  | Jamel Hamdi         | 30 min 21 s 54 | Zohra Slimane      | 38 min 18 s 4  |
| 2005  | Lakhdar Hachani     | 30 min 32 s 80 | Imane Methnani     | 40 min 34 s 25 |
| 2006  | Lakhdar Hachani     | 30 min 17 s 5  | Mahbouba Belgacem  | 40 min 0 s 47  |
| 2007  | Béchir Tizaoui      | 17 min 17 s 59 | Manel Arfaoui      | 39 min 20 s 2  |
| 2008  | Wissem Hosni        | 30 min 0 s 7   | Imane Methnani     | 39 min 36 s 13 |
| 2009  | Pas de compétition  |                | Pas de compétition |                |
| 2010  | Lakhdar Hachani     | 29 min 15 s 70 | Mahbouba Belgacem  | 39 min 9 s 49  |
| 2011  | Wissem Hosni        | 28 min 35 s 90 | Amira Ben Amor     | 36 min 34 s    |